# Sonia Couling
Sonia Couling (thaï : ซอนย่า คูลลิ่ง; le 18 juin 1974 à Bangkok en Thaïlande), surnommée Pim, est un mannequin, actrice, animatrice de télévision, vidéo-jockey et productrice thaïlandaise.

## Biographie

### Enfance et Éducation
Elle est eurasienne. Son père est anglais et la mère est thaïlandaise,. Ses études au Royaume-Uni lui permettent d'être parfaitement bilingue. Enfant, c'est une danseuse de talent, remportant un grand nombre de médailles de l’Association de danse du Royaume-Uni en danse (jazz, claquettes et moderne), avant d’apprendre plus tard, la danse de salon, le swing et la salsa.

### Carrière
Elle commence son activité de modèle dans une annonce pour Seven Up à l’âge de treize ans. Figure familière pour les Thaïlandais et les médias internationaux, elle est très connue à travers l'Asie comme mannequin et personnalité de la télévision. Elle fait la couverture d'innombrables magazines. Elle joue dans plusieurs films diffusés à l'étranger,,. 
Elle joue aussi dans de très nombreuses séries télévisées. Par exemple, elle est actrice dans la célèbre série Nua Mek 2 diffusée sur Channel 3 fin 2012-début 2013, une série produite par Chatchai Plengpanich (et dans laquelle il joue aussi avec sa femme Sinjai Plengpanich) et réalisée par Nonzee Nimibutr : cette série a suscité de vifs débats dans les médias thaïlandais car elle a été censurée brusquement par le pouvoir du parti Pheu Thai et du premier ministre Thaksin Shinawatra juste deux heures avant la diffusion des trois derniers épisodes. 
En 1998 Sonia Couling devienut VJ (vidéo-jockey) pour MTV Asia, chaîne télévisée basée à Singapour. Elle est la première Thaïlandaise à obtenir cet emploi.
Depuis MTV, Sonia Couling travaille devant et derrière les caméras, en tant que productrice et animatrice de spectacles tels que Thaïland Next Top Model (2005) et – à l’international – comme producteur exécutif de A Stranger in Paradise (2013),. Lors de cette période, et out en travaillant chez MTV, elle est nommée la femme la plus sexy de Thaïlande, la deuxième plus sexy en Asie et parmi les dix femmes les plus sexy du monde par le magazine britannique FHM. Sonia est désignée comme la plus belle actrice thaïlandaise de l'année 2016.

### Vie privée
En 2007 elle épouse  Paul-Dominique Vacharasinthu, né d'un parent français. Sonia Couling  est aussi une aviatrice accomplie, volant comme pilote de réserve pour l’armée de l’air royale thaïlandaise. Dans ses temps libres, elle aime monter son cheval ou écouter de l’opéra à la plage.

## Filmographie

### Films
- 1997 : Destiny Upside Down (en) (คนป่วนสายฟ้า)[10] : Chik
- 2003 : Final Combat : Butterfly
- 2007 : History
- 2011 : Largo Winch 2 : Wang
- 2012 : An Ordinary Love Story (en)  : Vinie
- 2012 : Blood and High Heels : Rose Red
- 2012 : The Mark (en) : Dao
- 2013 : The Mark 2: Redemption (en) : Dao
- 2013 : A Stranger in Paradise (en) : Chris
- 2014 : Glory Days : Tammy
- 2018 : General Commander : Sonia Dekker
- 2019 : Paradise Beach de Xavier Durringer : Aom
- 2019 : Al B. and the Concrete Jungle : Jayla

### Séries télévisées
- 1994 : Sonthana Prasa Chon : Duaenden
- 1995 : Chaopo Champen : Natcha
- 1996 : Yiam Wiman : Waeophloy
- 1997 : Tawan Yo Saeng : Tawan Yosaeng Dechapdin
- 1997 : Lueatrak Lueatritsaya
- 1998 : Khwamrak Kap Ngoentra : Irin
- 1999 : Phreng Ngao : Miriam
- 2001 : Maya : Phitawan Satchamat
- 2002 : Nang Miao Yom Si
- 2002 : Chaochai Huajai Ken Roi : Minya
- 2003 : Phayakrai 6 Phandin : Pinpak
- 2009 : Susan Phutesuan : Golden Lotus (Mataenai / Nithithepin)
- 2009 : Sood Sanae Ha (en) : Sophita Charukon
- 2010 : Fai Amata (en) : Kelly Yao
- 2012 : Nuer Mek 2 (en) : Rawi Ingkhaphat
- 2015 : Ugly Betty Thailand (en) : Alisa « Alice » Phalakon
- 2015 : Phoeng Dao : Rada Sasirada
- 2015 : Strike Back : Legacy : Lawan[11]
- 2018 : My Hero : Matuphoom Haeng Huachai (en) : Madam Maytu A

## Animation
- 1998-2000 : MTV Asia (VJ)
- 1998 : Zoom  (animatrice)
- 2000 : Asian Television Awards (animatrice)
- 2005 : Thailand's Next Top Model (en) (animatrice)
- 2005 : Miss Univers 2005 (animatrice)
- 2007 : Asian Television Awards (animatrice)
- 20?? : HBO Central (animatrice)
- 2010 : Jessica Simpson découvre le monde
- 2010 : The One (animatrice)
- 2011 : Miss Earth 2011 (animatrice)
- 2011 : The Challenger Muay Thai (animatrice)
- 2012 : Muay Thai Premier League (animatrice)
- 2013 : Miss Grand International 2013 (animatrice)
- 2014 : Miss Grand International 2014 (animatrice)
- 2017 : Beauty Battle Thailand (animatrice)
- 2018 : The Face Thailand season 4 All Stars (en) (mentor)
- 2018 : The Next Boy/Girl Band Thailand (en) (PD)[12]
- 2018 : The Face Men Thailand (saison 2) (mentor)

## Producteur
- 2005 : Thailand's Next Top Model (en)
- 2013 : A Stranger in Paradise (en)[1]

## Publicités
| - Seven Up (1989, Thailande) - Sony Vega TV (2005, Thailande) - AIS GSM (2006, Thailande) - Olay Total Effects (2007, Thailande) - Honda (Thailande) - Sunsilk (Thailande) - Eucerin (Thailande) - Nivea (Thailande) | - Coffeemate (1992, Thailande) - Doritos 3D (Thailande) - Ocean 1 Tower (Thailande) - Spy Drinks (Thailande) - Kodak Film (Thailande) - Nissin Cup Noodle (Thailande) - Ricoh Printers (Thailande) - Christian Dior; J’adore L’or (2018, Thailande) | - Clairol Shampoo (monde) - Olay Total Effects (Asie) - L'Oreal (Asie) - Rado Watches (Asie) - Nikon Cameras (Asia) - Secrets Deodorant (Thailande et Philippines) - Smart Telecom (Philippines) - Singapore Telecom (Singapour) - Häagen-Dazs (Singapour) - Eucerin (2017, Malaisie) |